# Абдрахманов, Артур Мухаррямович
Артур Мухаррямович Абдрахманов (род. 16 мая 1986, Златоуст, Челябинская область, Россия) — российский спортсмен. Заслуженный мастер спорта (лёгкая атлетика, пулевая стрельба). 

## Биография
Окончил ЮУР ГГПУ по специальности
Учитель физической культуры и ОБЖ.
Дисциплина: Легкая атлетика.
Занимался в Златоусте Челябинской области, в Челябинске СДЮСШОР №1 им. Елесиной.
Тренер - Заслуженный тренер России Николай Николаевич Сивашов.
Бронзовый призер Сурдлимпийских игр 2009 года в Тайбее (Тайвань) в эстафете 4х400м, занял 7 место в беге на 400 м.
Чемпион Сурдлимпийских игр 2013 года в Софии (Болгария) в эстафете 4х400м, 4 место в беге на 400м, 4 место в эстафете .4х100м.
Чемпион Летних Сурдлимпийских игр 2017 года в Самсуне (Турция) — 1 место (эстафета 4х400м)
Многократный призер чемпионатов Мира, Европы, России.
Дисциплина: Пулевая стрельба.
Занимается в МБУ ДО СШОР по пулевой стрельбе г. Челябинска.
Неоднократный призер Чемпионатов России.
Международные соревнования Летние Игры Сурдлимпийцев «Мы вместе. Спорт» 2023 г (Уфа) — участник
Тренер — Тулумбаджян Эдвард Леонардович.
https://cads74.ru/abdrahmanov-artur-muharryamovich-2/
https://www.infosport.ru/person/legkaya-atletika/abdrahmanov-artur-muharryamovich

https://www.cspu.ru/departments/vysshaya-shkola-fizicheskoy-kultury-i-sporta/наши-чемпионы